# Ricolf
Ricolf war zwischen 762 und 777/782 Bischof von Köln. Sein Todestag ist der 16. Januar 777. Einige Bischofslisten nennen 22 Amtjahre. Andere Namensformen sind Richolfus, Ricolfus, Racholfus, Riculphus, Rihholf.

## Leben

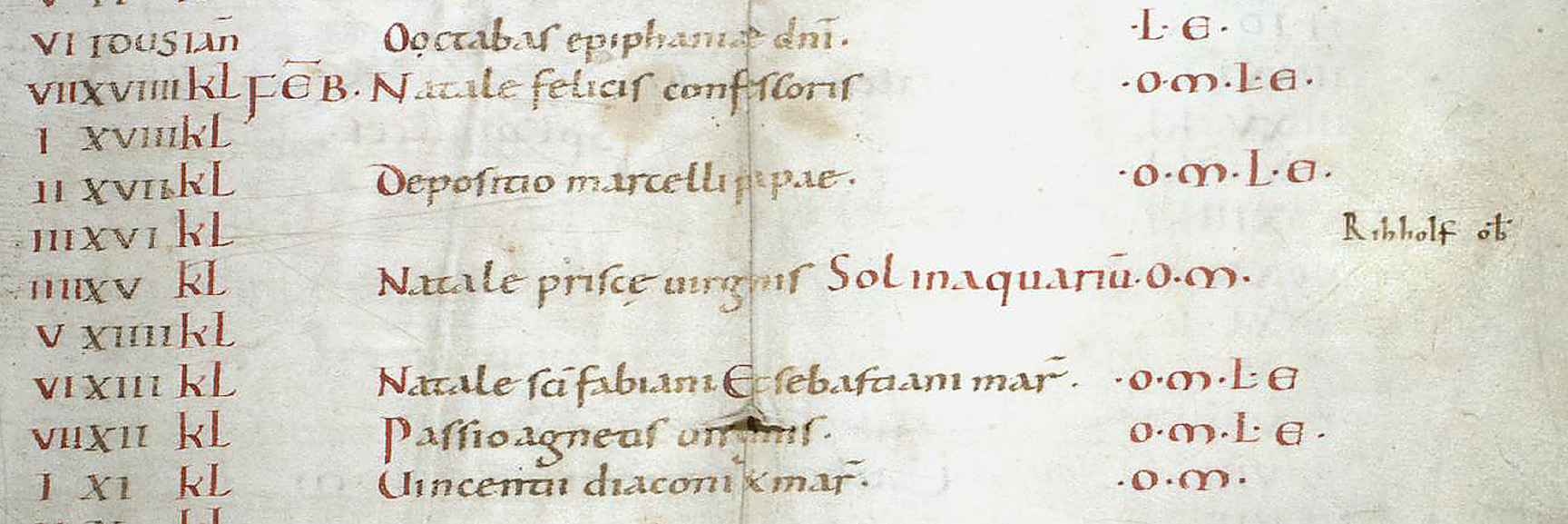
Memorialeintrag zum 16. Januar (Nachtrag an der rechten Seite) im Cod. 88, Fol. 3v, dem jüngeren der beiden gregorianischen Sakramentare der Kölner Dombibliothek.

Während seines Episkopats spendet Ricolf dem Bischof Alberich von Utrecht die Bischofsweihe und dem späteren Bischof von Münster, Liudger, die Priesterweihe. In einem vermutlich in England nach 781 verfassten Gedicht lobt Alkuin den patrem Ricvulfus in Köln als guten Gastgeber. In den Memorialbüchern (Commemoratio) der Lütticher Kathedralkirche St. Lambert ist ein 12. September als Todestag des fälschlich als Erzbischof (archiepiscopus) bezeichneten Riculphi eingetragen. Möglicherweise wird manche seiner Taten dem bekannteren Nachfolger Hildebald/Hildebold zugewiesen, dem ersten Erzbischof von Köln.